# Hans Feige
Hans Feige, nemški general, * 10. november 1880, † 17. september 1953.